# Forckenbeckplatz
Der Forckenbeckplatz ist eine Grünfläche im Berliner Ortsteil Friedrichshain. Er befindet sich im nördlichen Teil des Samariterviertels und wird begrenzt von der Eldenaer Straße im Norden, der Bänschstraße im Süden, der Liebigstraße im Westen und der Proskauer Straße im Osten.

## Geschichte

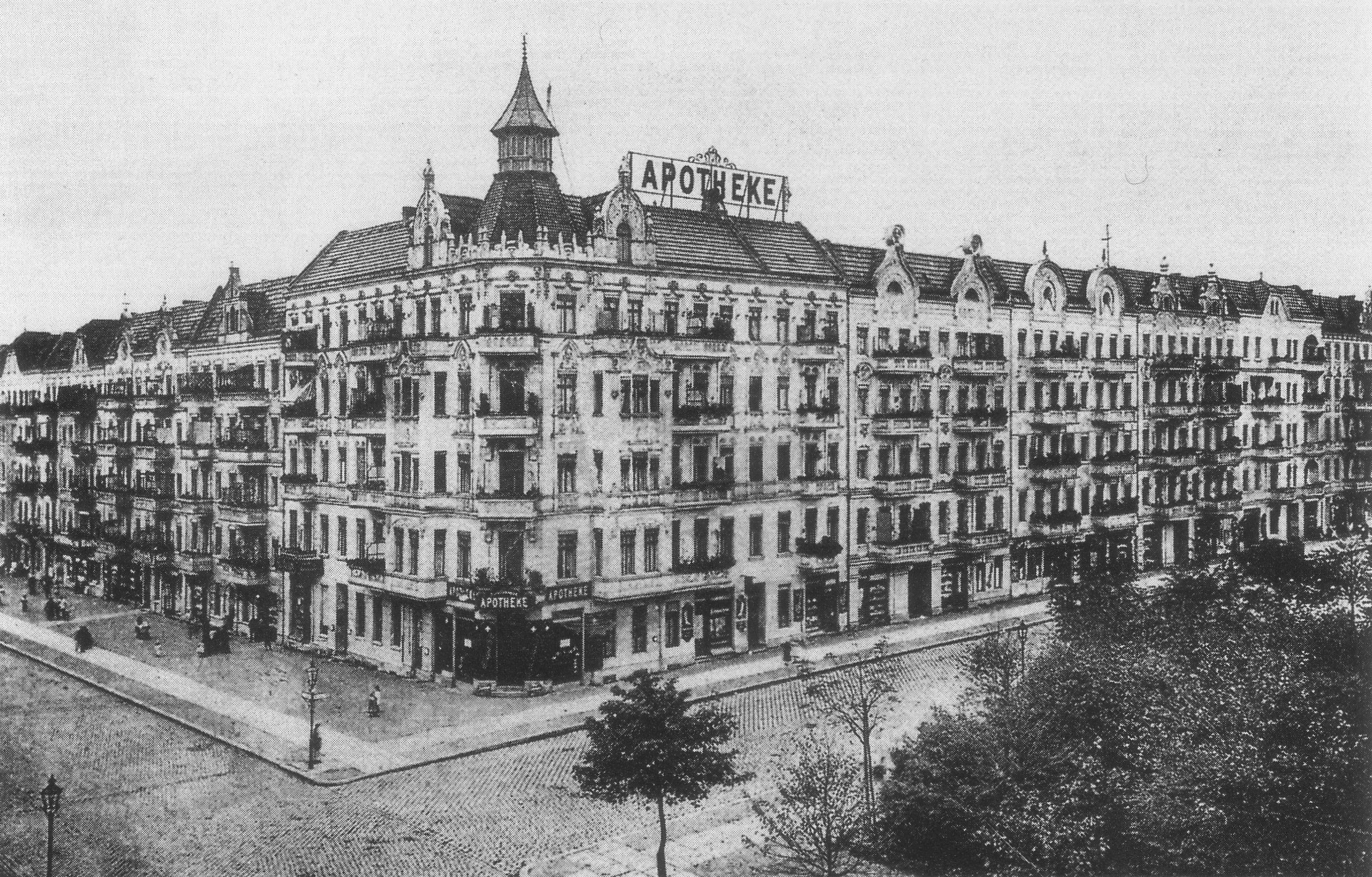
Gebäude am Forckenbeckplatz, um 1905

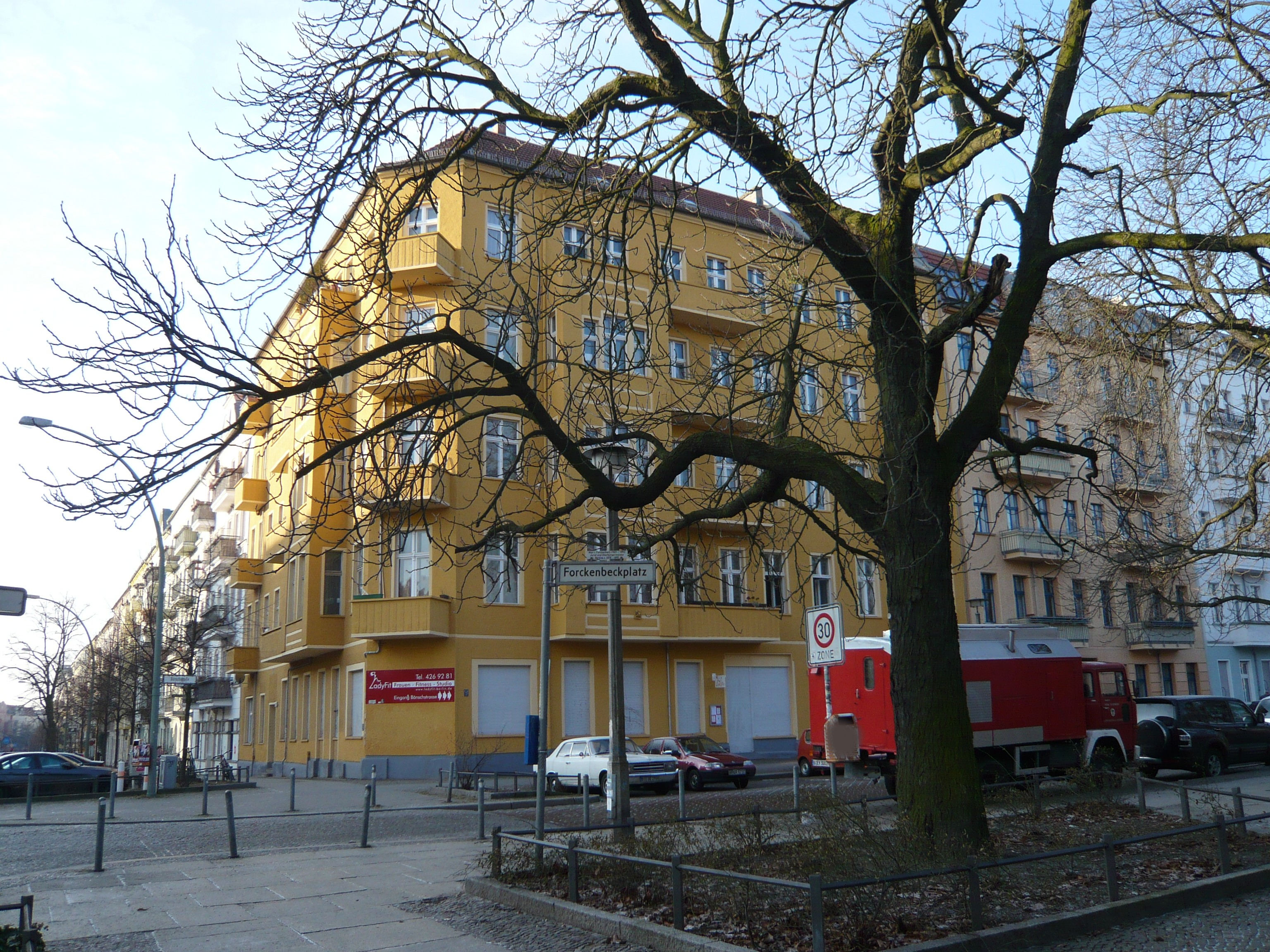
Gleiches Gebäude, 2009

Der Platz wurde nach den Plänen von James Hobrecht als Platz R in der Abteilung XIII² des Bebauungsplans angelegt. Er galt als Schmuckplatz inmitten der dichten Wohnbebauung und erhielt am 3. Mai 1895 seinen Namen nach dem ehemaligen Berliner Bürgermeister Maximilian Franz August von Forckenbeck.
Im Sommer 1989 spielte der Forckenbeckplatz eine kurze geschichtliche Rolle in der Stadt: Demonstranten, die zu den „Friedensgebeten“ in der naheliegenden Samariterkirche wollten, lieferten sich auf dem Platz mit Polizisten handgreifliche Auseinandersetzungen.
In den Jahren nach der politischen Wende wurden schrittweise Sanierungen und Umgestaltungen vorgenommen, die im Wesentlichen bis 2002 abgeschlossen waren.

## Lage und Nutzung des Platzes

Panorama des Forckenbeckplatzes

Der Platz belegt eine rechteckige Fläche von 24.300 Quadratmetern. Eine eingefasste hochliegende Rasenfläche bildet eine gern genutzte große Liegewiese, im östlichen Bereich sind ein Kinderspielplatz und ein Basketballfeld integriert. Ein Kinderplanschbecken auf dem Platz wird von zwei gegenüberstehenden, wasserspeienden Elefanten sowie jeweils zwei Krokodilen und Riesenschildkröten aus Kunststein eingefasst. Im nördlichen Teil des Platzes befindet sich ein Abenteuer- und Bauspielplatz, der von einem alternativen Jugendprojekt betreut wird.
Der bis 2005 vorhandene eingezäunte kleine Hundeauslaufplatz wurde nach den letzten Umbaumaßnahmen des Bezirksamtes in die Rigaer Straße auf einen gesonderten Platz verlegt.

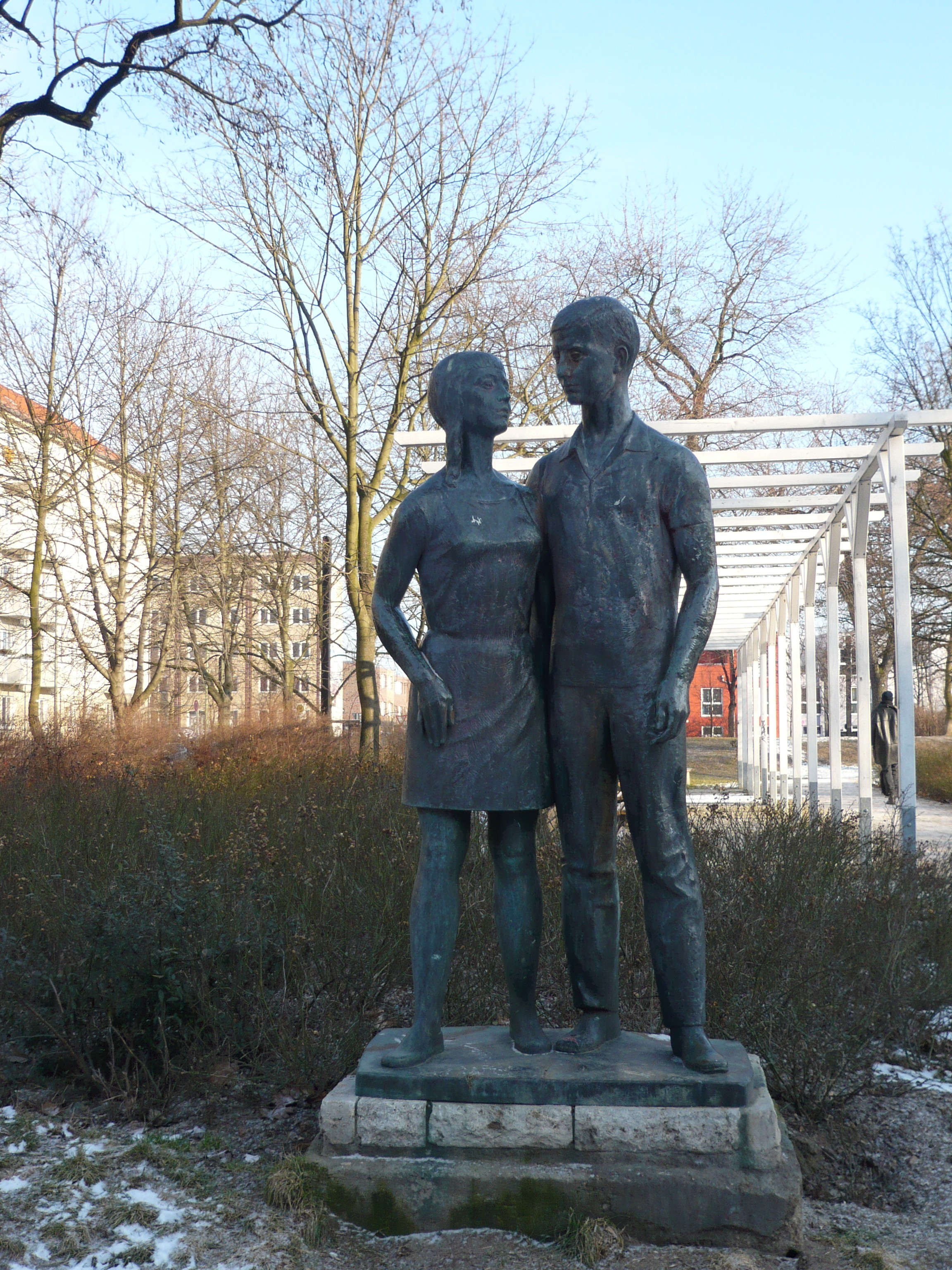
Skulptur Junges Paar von Erwin Damerow

In der südwestlichen Ecke des Platzes (Ecke Liebigstraße/Bänschstraße) steht seit 1970 die Skulptur Junges Paar von Erwin Damerow. Sie ist aus Bronze gefertigt, zwei Meter hoch und hat eine Grundfläche von einem Meter mal 60 Zentimetern.
Zahlreiche alte Laubgehölze auf dem Platz tragen zu einem gesunden Wohnklima in diesem Viertel bei. Um 2008 ließen die Bezirksverordnetenversammlung und der Berliner Senat ein flaches Lehmhaus auf dem „Forcki“, wie er bei den Anwohnern auch genannt wird, aufstellen. Es ist Bestandteil des Abenteuerspielplatzes.
Im Norden des Forckenbeckplatzes befindet sich der Haupteingang zum ehemaligen Zentralviehhof. Diese große Bauanlage wird seit etwa 1995 schrittweise zum Blankensteinpark umgestaltet. Die früheren Vieh- und Schlachthäuser waren nach Entwürfen des Stadtbaurats Hermann Blankenstein im 19. Jahrhundert für die Versorgung der Berliner gebaut worden.
Bedingt durch seine Lage am Haupteingang des Zentralviehhofs wurde der Platz beginnend ab den 1880er Jahren von mehreren Straßenbahngesellschaften erschlossen. Die ersten Linien der Neuen Berliner Pferdebahn-Gesellschaft führten ab 1882/83 vom Weidenweg aus kommend zum Platz und ab 1890 weiter über die Eldenaer Straße nach Lichtenberg. Die am 1. Oktober 1901 eröffnete Flachbahn der Hochbahngesellschaft endete am nordwestlichen Platzende in der Eldenaer Straße. Ab 1908 endeten zudem die Linien der Städtischen Straßenbahnen in unmittelbarer Nähe des Platzes in der Ebertystraße. 1910 übernahmen die Städtischen Straßenbahnen die Flachbahn und konnten somit ihre Einsetzer bis zum Forckenbeckplatz heranführen. Nach der Vereinigung der zahlreichen Straßenbahnbetriebe zur Berliner Straßenbahn wurden die nach 1890 eröffneten Strecken im Frühjahr 1922 stillgelegt. Auf der verbliebenen Strecke fuhren bis zum 29. April 1954 Straßenbahnen, an diesem Tag wurde die zuletzt verkehrende Linie 65 auf Obusbetrieb umgestellt. Die Straßenbahnstrecke blieb für Betriebsfahrten erhalten. Der Obusbetrieb wurde Anfang 1973 auf Omnibusbetrieb umgestellt. Seit dem 23. Mai 1993 wird die Straßenbahnstrecke wieder planmäßig befahren, zunächst von der Linie 22, seit 1994 von der Linie 21 zwischen S+U-Bahnhof Lichtenberg und S-Bahnhof Schöneweide.